# Guerra russo-polonesa (1654-1667)

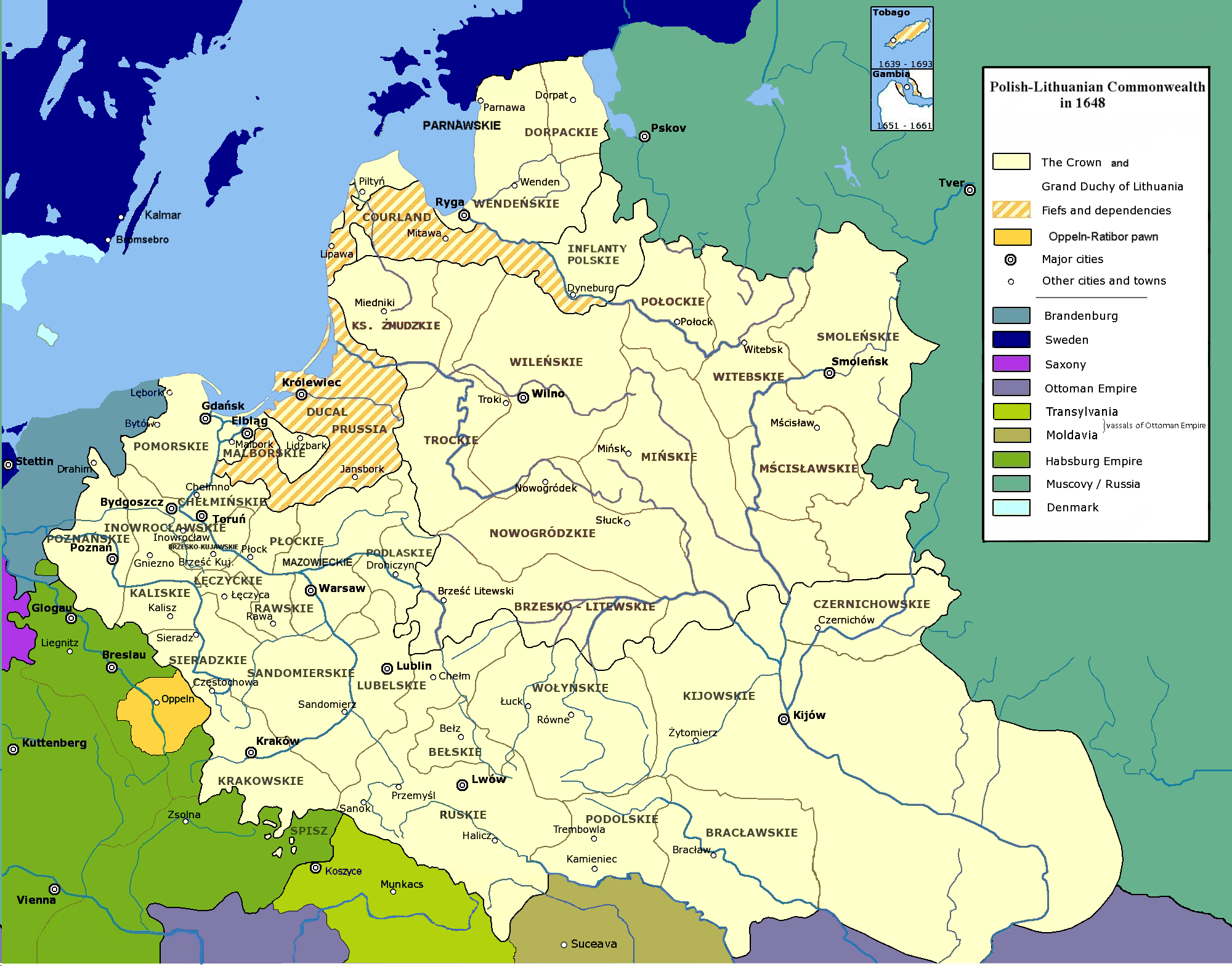
Confederació de Polònia i Lituània in 1648

Guerra russo-polonesa 1654–1667

La Guerra russo-polonesa de 1654–1667, també anomenada Guerra dels Tretze Anys, Primera Guerra del Nord, o fins i tot Guerra per Ucraïna, fou un conflicte important entre el Tsarat de Rússia i la Confederació de Polònia i Lituània. Entre 1655 i 1660 també es va lliurar la Segona Guerra del Nord a la Mancomunitat lituanopolonesa, de manera que aquest període es va fer conegut a Polònia com "El Diluvi". La Mancomunitat inicialment va patir derrotes, però va recuperar el seu terreny i va guanyar la majoria de les batalles. No obstant això la seva saquejada economia va poder finançar el llarg conflicte. Davant la crisi interna i la guerra civil, Polònia va ser obligada a signar una treva. La guerra va acabar amb significatius guanys territorials russos i va marcar l'inici de l'ascens de Rússia com a gran potència d'Europa Oriental.

## Rerefons
El conflicte va ser provocat per la Rebel·lió de Khmelnitski dels cosacs zaporoges contra la Confederació de Polònia i Lituània. El líder cosac, Bohdan Khmelnitski, obtenia el seu principal suport estranger d'Aleix de Rússia i va prometre la seva lleialtat com a recompensa. Tot i que el Zemski Sobor de 1651 estava llest per acceptar els cosacs a l'esfera d'influència de Moscou i entrar en la guerra contra Polònia-Lituània del seu costat, el tsar va esperar fins al 1653, quan una nova assemblea popular finalment va autoritzar el protectorat d'Ucraïna amb el Tsarat de Rússia. Després que els cosacs ratifiquessin aquest acord a la Rada de Pereiàslav la guerra russo-polonesa va esdevenir inevitable.

## Invasió de la Confederació lituanopolonesa
El juliol del 1654, l'exèrcit rus, amb 41.000 homes (nominalment sota les ordres del tsar, però de fet comandats pel príncep Iàkov Txerkasski, Nikita Odoevski i Ivan Khovanski) va capturar les fortaleses frontereres de Beli i Dorogobuj i va posar setge a Smolensk.
La posició de Rússia a Smolensk estava en perill, sempre que el Gran Hetman de Lituània, príncep Janusz Radziwiłł, amb una guarnició de 10.000 homes, es mantingués a Orxa, lleugerament cap a l'oest. Txerkasski va prendre Orxa; les forces sota les ordres, liderades pel kniaz (príncep o duc) Iuri Bariatinski, forçaren Radziwill a retirar-se a la Batalla de Szkłów (també coneguda com a batalla de Xklov, Batalla de Xklou, o Batalla de Xhklow, que va tenir lloc durant un eclipsi solar, i de la qual ambdós bàndols s'atribuïren la victòria), ocorreguda prop de Xklou el 12 d'agost. Radziwill fou derrotat altre cop dotze dies més tard a la batalla de Xapialévitxi. Després d'un setge de tres mesos, Smolensk, el principal objectiu de l'anterior guerra russo-polonesa, caigué en manos del russos el 23 de setembre.
Mentrestant, el príncep Aleksei Trubetskoi dirigia el flanc sud de l'exèrcit rus des de Briansk a Ucraïna. El territori entre el Dnièper i Berezina fou ràpidament envaït, i Trubetskoi va prendre Mstsislau (Mstislavl) i Róslavl i els seus aliats ucraïnesos capturaren Hómiel. Al flanc nord, V.B. Xeremétev partí de Pskov i es va apoderar de les ciutats lituanes de Nével (1 de juliol), Polotsk (Polatsk) (17 de juliol), i Vítsiebsk (17 de novembre).
Llavors les tropes del tsar es van abalançar sobre la polonesa Livònia i s'establiren fermament a Ludza i Rēzekne. Alhora, les forces combinades de Khmelnitski i el boiar rus Buturlin colpejaren contra Volínia. Malgrat molts desacords entre els comandants, es van apoderar d'Ostroh (Ostrog) i Rivne (Rovno) abans de final d'any.

## Campanya del 1655
A l'hivern i la primavera de 1655, el príncep Radziwill va llançar una contraofensiva a Belarús, i va reprendre Orxa i assetjà Mahilioŭ (Moguiliov). Aquest setge va continuar durant tres mesos sense conclusió. Al gener, Xeremétev i Khmelnitski van ser derrotats a la Batalla d'Okhmàtiv, mentre que un segon exèrcit polonès (aliat amb els tàrtars) va esclafar un contingent russoucraïnès a Jaixkov.
Alarmat per aquests revessos, el tsar es va afanyar, des de Moscou, a instigar el llançament d'una ofensiva massiva. Les forces lituanes van oferir poca resistència efectiva i es van rendir Minsk als cosacs i a Txerkasski el 3 de juliol. Vilnius, la capital del Gran Ducat de Lituània, va ser presa pels russos el 31 de juliol. Aquest èxit va ser seguit per la conquesta de Kaunas i Hrodna (Hrodno) a l'agost.
En altres llocs, el príncep Dmitri Andréievitx Volkonski va salpar de Kíev fins al Dnièper i el Prípiat, derrotà els lituans i capturà Pinsk en el seu camí. La unitat de Trubetskoi va envair Slónim i Kletsk, mentre Xeremétev aconseguia poc més que assetjar Vélij el 17 de juny. Una guarnició lituana encara va resistir el setge dels cosacs a Stari Bikhov, quan Khmelnitski i Buturlin ja estaven actius a Galítsia. Van atacar la ciutat polonesa de Lwów al setembre i van entrar a Lublin després de la de derrota de Paweł Jan Sapieha prop de Brest.

## Armistici
L'avanç rus a la Mancomunitat de Polònia va portar el regne de Suècia a envair Polònia en 1655 sota el rei Carles X.
Afanassi Ordín-Nasxokin llavors va obrir negociacions amb els polonesos i va signar un armistici, la Treva de Vílnius, el 2 de novembre. Després d'això, les forces russes van marxar a la Livònia sueca i van assetjar Riga en la guerra russosueca de 1656-1658, part de la Segona Guerra del Nord.
Khmelnitski no estava en contra d'aquesta treva temporal i va donar suport al tsar tot i advertir-lo del sigil polonès.

## Campanya contra Vihovski
Ivan Vihovski, l'ataman recentment elegit en 1657 després de la mort de Khmelnitski, es va aliar amb els polonesos al setembre de 1658, i va crear el Gran Ducat de Rutènia. No obstant això, els cosacs també van ser assetjats per l'inici d'una guerra civil amb aquest tractat de la Confederació i un nou Tractat de Pereiàslav amb Rússia el 1659.
El tsar va concloure amb Suècia l'avantatjós Tractat de Valiesar, cosa que li va permetre reprendre les hostilitats contra els polonesos a l'octubre de 1658, amb la captura de Wincenty Korwin Gosiewski a la batalla de Werki (Verkiai). Al nord, l'intent de Sapieha de bloquejar Vilnius fou posat a prova pel príncep Iuri Dolgorukov l'11 d'octubre. Al sud, l'ucraïnès Vihovski no va poder arrabassar Kíev del control de Xeremétev on els russos van mantenir la seva guarnició. El juliol de 1659, però, Vihovski i els seus aliats dels tàtars de Crimea infligiren una dura derrota a l'exèrcit de Trubetskoi, que llavors assetjava Konotop.

### Canvi de sort
L'amenaça als russos durant les seves conquestes a Ucraïna es va fer palesa després que Vihovski perdés la seva aliança amb el Kanat de Crimea a causa de la campanya del Koixoví Otaman Ivan Sirkò, que després també va atacar Txihirín. Es va produir un aixecament a Sevèria, on Vihovski tenia estacionades poques guarnicions poloneses. Durant l'aixecament va morir un noble d'Ucraïna Iuri Nemiritx, que era considerat l'autor original del Tractat de Hadiatx. Juntament amb el coronel d'Úman coronel Mikhailo Khanenko, Sirko havia conduït un aixecament a gran escala a través d'Ucraïna. Els cosacs amotinats van demanar a Vihovski que lliurés els atributs del hetman i reelegís el fill de Khmelnitski, Iuri, un cop més, com el veritable ataman d'Ucraïna. Les dues forces es van enfrontar prop del poble de Hermanivka. Allà, la resta dels cosacs desertaren de Vihovski i s'aplegaren sota Iuri Khmelnitski, mentre Vihovsk es quedava amb les tropes poloneses i altres mercenaris. Es va reunir un consell amb la participació d'ambdues parts on la unió amb Polònia i Lituània es va proclamar impopular i a causa de l'augment de les discussions i amenaces, Vihovski va abandonar la reunió. El Consell va triar Kmelnitski com a nou ataman i es va enviar a Vihovski una sol·licitud oficial perquè lliurés el poder. A aquest no li quedava altra opció que complir.
Les atordides forces russes a Konotop intentaren renegociar un tractat de pau en qualssevol condicions. No obstant això, el canvi de poders dins de l'Hetmanat cosac reflectia la quantitat d'influència de la política exterior russa a Ucraïna i assegurava el voivoda Trubetskoi. Aquest va convidar Khmelnitski a renegociar. Assessorat per l'starxinà de no apressar-lo, Iuri Khmelnitski va enviar Petrò Doroixenko amb una sol·licitud oficial. Trubetskoi, però, va insistir en la presència de l'ataman per signar el tractat oficial a Pereiàslav (vegeu Tractat de Pereiàslav (1659)). En arribar allà Khmelnitski va descobrir que havia estat emboscat.

## Fi de la guerra

La major part de les zones orientals marcades amb color taronja es van perdre per part de la Confederació lituanopolonesa, en favor de Rússia, en 1667; es va reflectir en el Tractat de Pau Eterna de 1686.

El vent tornà a bufar a favor de Polònia el 1660. El rei polonès Joan II Casimir Vasa, després d'haver conclòs la Segona Guerra del Nord davant Suècia amb el Tractat d'Oliva, ara era capaç de concentrar totes les seves forces en el front oriental. Sapieha i Stefan Czarniecki derrotaren Khovanski a la batalla de Polonka el 27 de juny. Llavors, Potocki i Lubomirski atacaren V.B. Xeremétev a la batalla de Txúdniv - Cudnów en polonès - i el forçaren a capitular el 2 de novembre, després de persuadir Iuri Khmelnitski a retirar-se el 17 d'octubre. Aquests revessos forçaren el tsar a acceptar el Tractat de Kardis, com a via d'evitar una nova guerra contra Suècia.
Cap al final de 1663, el rei polonès va creuar el Dnièper i va envair el marge esquerre d'Ucraïna. La majoria dels pobles en el seu camí es rendiren sense resistència, però el seu setge de Hlúkhiv al gener va ser un fracàs costós i va patir un nou revés a Nóvhorod-Síverski. La Confederació va derrotar les forces de Khovanski a Vítsiebsk a l'estiu 1664.
Les negociacions de pau es van perllongar des de 1664 fins al gener de 1667, quan una guerra civil obligà els polonesos a concloure el Tractat d'Andrússovo, de manera que la Mancomunitat de Polònia-Lituània cedia a Rússia la fortalesa de Smolensk i Ucraïna sobre el marge esquerre de riu Dnièper (incloent Kíev), mentre que la Mancomunitat mantenia el marge dret d'Ucraïna.
A més dels canvis territorials de la guerra, aquest conflicte va provocar canvis importants en l'exèrcit rus. Mentre que l'exèrcit rus era encara "semi-permanent, mobilitzat estacionalment", aquest conflicte el va fer recórrer el camí cap a un exèrcit permanent, i establiria les bases per als èxits militars russos sota Pere el Gran i Caterina la Gran.